# Charles Drury
Charles Mills „Bud“ Drury PC OC CBE DSO QC (* 7. Mai 1912 in Westmount, Québec; † 12. Januar 1991) war ein kanadischer Unternehmer, Rechtsanwalt, Brigadegeneral der Kanadischen Streitkräfte und Politiker der Liberalen Partei.

## Leben

### Militärische Laufbahn
Nach dem Schulbesuch studierte Drury Rechtswissenschaft an der McGill University sowie der Universität Paris. Daneben trat er in die Miliz ein und wurde nach einer Ausbildung zum Offizier im Juli 1933 zum Leutnant sowie im Januar 1934 zum Oberleutnant befördert und war zunächst Offizier der 7. Mittleren Batterie der 2. Mittleren Artillerie-Brigade der Royal Canadian Artillery sowie zwischenzeitlich von Dezember 1935 bis April 1936 Flugoffizier beim Kampfgeschwader Nr. 15 der Royal Canadian Air Force. Nachdem er zwischen März und Dezember 1939 Offizier und zuletzt Hauptmann der 3. Mittleren Batterie der 3. Mittleren Artillerie-Brigade der Miliz.
Im Januar 1940 wurde er als Hauptmann in die regulären Streitkräfte und wurde als Adjutant nach Großbritannien versetzt und war dort im Stab der 1. Mittleren Brigade eingesetzt. Nach einer anschließenden Verwendung von September 1940 bis Februar 1941 im Hauptquartier der 3. Division kehrte er nach Kanada zurück und wurde Major bei der 62. Leichten Flugabwehrbatterie des 4. Leichten Flugabwehrregiments, ehe er zwischen Juni 1941 bis 1943 Militärattaché an der Botschaft in den USA war. Nach seiner Rückkehr nach Kanada fand er Verwendung beim 4. Feldregiment, ehe er im Juli 1944 Oberstleutnant und Generalstabsoffizier Erster Klasse im Hauptquartier der 2. Infanteriedivision wurde.
Im November 1944 wurde Drury ins Hauptquartier der Royal Canadian Artillery versetzt und war zunächst kommissarischer Brigadegeneral und Kommandeur der 4. Gepanzerten Division und erhielt als solcher im Jun 1945 den Rang eines Brigadegenerals. Anschließend war er zwischen Juni und September 1945 amtierender Kommandeur der Royal Canadian Artillery und schied am 24. September 1945 aus dem aktiven Militärdienst aus. Für seine Verdienste und Tapferkeit während des Zweiten Weltkriegs wurde er mehrfach ausgezeichnet und wurde sowohl Commander der Order of the British Empire als auch Ritter der Ehrenlegion. Neben dem Distinguished Service Order erhielt auch das Croix de guerre.
Nach seinem Ausscheiden aus dem aktiven Militärdienst gehörte er von September 1945 bis Dezember 1970 als Brigadegeneral zur Ersatzreserve der Kanadischen Streitkräfte.

### Politische Laufbahn
Nach dem Zweiten Weltkrieg war Drury zwischen 1945 und 1947 Leiter der United Nations Relief and Rehabilitation Administration (UNRRA). Außerdem war er von Januar 1949 bis 1955 stellvertretender Minister für Nationale Verteidigung war, war er als Unternehmer sowie als Rechtsanwalt tätig.
Bei der Wahl vom 18. Juni 1962 wurde er als Kandidat der Liberalen Partei als Mitglied in das Unterhaus gewählt und vertrat dort zuerst den Wahlkreis Saint Antoine-Westmount sowie nach der Wahl vom 25. Juni 1968 bis zu seinem Mandatsverzicht am 26. Januar 1978 den Wahlkreis Westmount.
Im April 1963 wurde er von Premierminister Lester Pearson zum Minister für Verteidigungsproduktion in das 19. Bundeskabinett berufen und behielt dieses Amt bis zum April 1968. Zugleich war er zwischen Juli 1963 und April 1968 Industrieminister.
Nach dem Amtsantritt von Premierminister Pierre Trudeau im April 1968 blieb er bis Juli 1968 Minister für Verteidigungsproduktion und für Industrie und war zusätzlich zwischen April und Juli 1968 Minister für Handel und Unternehmen im 20. Kanadischen Kabinett. Nach einer Kabinettsumbildung wurde er im Juli 1968 Präsident des Schatzamtes und bekleidete dieses Amt bis August 1974. Daneben war er für einige Tage im September 1970 sowie zwischen September und November 1972 kommissarischer Minister für Nationale Verteidigung.
Nach einer erneuten Kabinettsumbildung war er von August 1974 bis September 1976 sowohl Minister für öffentliche Arbeiten als auch Staatsminister für Wissenschaft und Technologie sowie zusätzlich für zwei Wochen im September 1975 kommissarischer Finanzminister.
Am 26. Januar 1978 legte er sein Mandat im Unterhaus nieder, nachdem er zum Direktor der Nationalen Hauptstadtkommission berufen wurde.
Im Dezember 1981 wurde er zum Offizier des Order of Canada ernannt. Die Verleihung des Ordens folgte in Anerkennung seiner herausragenden militärischen Verdienste sowie für die UNRRA, als Abgeordneter, Kabinettsminister, Vorsitzender der Nationalen Hauptstadtkommission und als Mitglied des Rates der Nordwest-Territorien.